# 呂岳泉

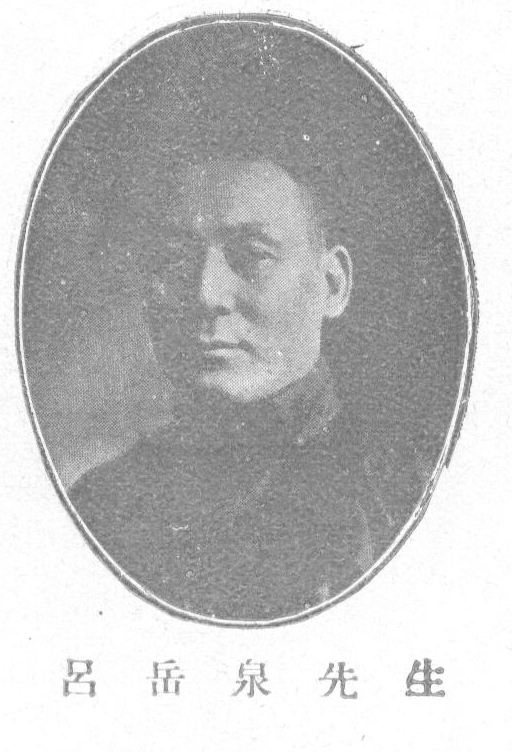
呂岳泉

呂岳泉（1877年—1953年），江蘇南匯（今上海浦東新區）人，中華民國商人，曾任永年人壽保險公司南京分公司經理、華安合羣保壽公司董事兼總經理、華美菸草公司、久新琺瑯廠董事長。

## 經歷

### 早年
呂岳泉出生在江蘇南匯的一個普通船家。六歲時父親送他到私塾。12歲時被帶到英國永年人壽保險公司的業務經理穆勒家中擔任傭人。呂岳泉後來進入永年人壽保險公司，並將業務拓展至南京，隨後當上南京分公司的經理。

### 創業
呂岳泉上任後結識了兩江總督端方，端方與呂岳泉合作使得南京分公司迅速發展，同時南京亦是革命黨的根據地之一，呂岳泉也參與了中国同盟会，並在中華民國建立之後，辭去在永年人壽的職位，與徐绍桢、王人文、朱葆三等人在上海創辦華安公司，由徐紹楨擔任董事長，呂岳泉擔任總經理。

### 拓展
在呂岳泉等人經營下，華安的業務範圍遍及北平市、天津、南京、杭州、广州等地，1925年擴展至蘇門答臘，為海外華人提供服務。1926年華安公司在靜安寺路104號建成總公司，命名為华安大楼。

### 戰亂
1932年一·二八事變爆發，上海的不穩定影響了華安公司的業務，同時戰爭帶來的房地产與證券下跌也給華安公司帶來了嚴重打擊。1937年中國抗日戰爭全面爆發使得華安在全國的業務被迫暫停，抗戰後隨之而來的国共内战與通货膨胀幾乎摧毀了華安，1948年冬，呂岳泉到香港後患病不起，於1953年11月在香港公寓中病逝。

## 外部來源
- 《上海工商人名錄》. 上海: 美華書局. 1936
- 許晚成. 《上海百業人才小史》. 上海: 龍文書局. 1945